# Magnus Eneroth
Magnus Siggesson Eneroth, född 1645, död juni 1713 i Åmåls stadsförsamling, Älvsborgs län, var en svensk borgmästare.

## Biografi
Magnus Siggesson Eneroth föddes 1645. Han var son till befallningsmannen Sigge Torsson och Brita. Eneroth arbetade som mantalskommissarie i Älvsborgs län. Eneroth hade tidigare varit lagläsare över Dal. Han blev 28 januari 1681 borgmästare vid Åmåls rådhusrätt. Eneroth var riksdagsman vid riksdagen 1697. Han avled 1713 i Åmåls stadsförsamling. Han efterträddes på borgmästarposten av Anders Åberg.
Han dominerade politiken och lät ingen annan lägga sig i hur staden sköttes. Hans tid präglades av striden med omkringliggande städer, särskilt Karlstad, om vem som skulle ha rätt att idka handel vid Byälvens mynning. På grund av ett par skeppsbrott på Vänern led han mot slutet av sitt liv av dålig ekonomi.

### Familj
Eneroth gifte sig första gången 1681 med Sigrid Falk. Hon var änka efter vice borgmästaren Olof Töresson Åman i Åmål. Eneroth och Falk fick tillsammans sonen hovrättsrådet Lars Ehrenstam (1681–1744) i Svea hovrätt.
Eneroth gifte sig andra gången med Christina Cnattingius (1675–1720). Hon var dotter till kyrkoherden Sven Cnattingius och Helena Daalhemia i Västerlösa församling. Efter Eneroths död gifte Cnattingius om sig med komministern Jonas Roman i Bolstads församling.